# Fern von Europa
Fern von Europa: Tirol ohne Maske ist ein satirisches Werk des Wiener Schriftstellers Carl Techet, das 1909 unter dem Pseudonym Sepp Schluiferer veröffentlicht wurde. In mehreren kurzen Erzählungen karikiert der Lehrer der k.u.k. Realschule in Kufstein die Denkweise und das Verhalten der Tiroler Bevölkerung.

## Rezeption
Wie zu erwarten, fiel die Resonanz auf Schluiferers Buch in Tirol weitgehend negativ aus. Nach einigen persönlichen Angriffen musste der Autor die Flucht nach München antreten, und 1910 wurde er nach Proßnitz in Mähren strafversetzt. Außerhalb von Tirol fielen die Reaktionen anders aus: Techet wurde als famoser Kulturschilderer, als genialer Gestalter von Bauerncharakteren und Karikaturen und sein Werk als eines der lustigsten Bücher, die wir kennen bezeichnet.
Ab 1921 erschien das Buch um zwei Kapitel erweitert unter dem Titel "Tirol ohne Maske".

## Literarische Fortführung
- Helmuth Schönauer: Schluiferers Erben. Was aus den Tarrolan geworden ist. Innsbruck, Edition Löwenzahn 1992. ISBN 3-900521-14-X
- Helmuth Schönauer: Schluiferers Erben. Was aus den Tarrolan geworden ist. Erweiterte Fassung. Innsbruck, Edition Löwenzahn 2009. ISBN 978-3-7066-2455-8

## Digitale Bibliothek
- Fern von Europa, ULB Tirol